# Hydrophorus rogenhoferi
Hydrophorus rogenhoferi är en tvåvingeart som beskrevs av Josef Mik 1874. Hydrophorus rogenhoferi ingår i släktet Hydrophorus och familjen styltflugor. Arten är reproducerande i Sverige. Inga underarter finns listade i Catalogue of Life.